# Cem Kızıltuğ
Cem Kızıltuğ (Estambul, 16 de abril de 1974) es un dibujante e ilustrador turco, graduado de la Facultad de Bellas Artes de la Universidad de Marmara en 1997. 
Trabaja como ilustrador para el periódico Zaman desde su graduación. Ha realizado exposiciones de sus trabajos en la Biblioteca Esmirna Efes Celcus en 1998, 1999, 2000 y 2002. Sus caricaturas publicadas en la edición dominical de Zaman fueron publicadas en el álbum C'empati en 2003. Ilustró libros infantiles para las editoriales turcas Yapi Kredi Publishing y TIMAS Publishing Group y para el Museo Internacional de Sakip Sabanci en 2005, 2006, 2007 y 2008. 
La Asociación de Escritores de Turquía le otorgó un reconocimiento como «Dibujante del Año» en 2005. Ganó 10 «Premios a la Excelencia» y un premio de plata por sus ilustraciones en competencias organizadas por Society for News Design en 2006, 2007, 2008, 2009 y 2010. 
Es autor del álbum de poesía e ilustraciones Cats and Words, publicado en 2006. En 2007 desarrolló la tira cómica Mr.Diplomat! para el diario Zaman. 
Está casado con la diseñadora gráfica Ravza Kızıltuğ.